# أسطورة شبه مخيفة
أسطورة شبه مخيفة هي الرواية رقم 73 من سلسلة ما وراء الطبيعة التي تصدرها المؤسسة العربية الحديثة ضمن روايات مصرية للكاتب أحمد خالد توفيق. تُعدُّ السلسلة أول سلسلة روايات عربية في أدب الرعب.
وصف الرواية
قصتنا اليوم ليست مخيفة بل هي مسلية، قد تبدو مخيفة نوعاً بالنسبة لواسعى الخيال وهم شبه نادرين ولهذا أعتبرها أسطورة شبه مخيفة منطقى أليس كذلك ؟ حدثت هذه القصة في زيارة من زيارتى للإنجلترا، «جوناثان دارتمور» اسم جميل كما ترون ويوحى بشئ ما هذا هو موضوع قصتنا هذه .. فقط تجاهلوا هذه الدقات، وتظاهروا بأنه لا وجود لها لكن لا يمزحن أحدكم أو يتظرف ويفتح الباب فجأة ويدعو بائع المكانس المنحمس للدخول، سوف تحدث كارثة حقيقية أنا أثق بكم .
ماجي ورفعت ومرتفعات إسكتلندا، وخليط غريب من الأحداث .. جثث تغادر المستنقع .. حمض يتحرك .. سينما تحرق المشاهدين .. كاتب قصص مجنون، وأديبة مخبولة، وطبيب نفسي بارد، وموسيقار عصابي .. قاعة ملهى مهجورة لسبب قوي جدّاً .. كلب متحلل يجري .. أشجار تمتص دمك .. إما أننا جُننَّا وإما أن هناك خيطاً ما يربط هذا كله.

## مقتطفات من الكتاب
- للأبد ؟ - ماذا ؟ - ستظل تحبني للأبد ؟ - " نعم و حتى تحترق النجوم.. وتفنى العوالم.. و حتى تتصادم الكواكب.. وتذبل الشموس.. وحتى ينطفيء القمر.. وتجف البِحار والأنهار.. حتى اشيخ فتتآكل ذكرياتي .. حتى يعجز لساني عن لفظ اسمك.. حتى ينبض قلبي للمرة الأخيرة. فقط عند ذلك ربما اتوقف .. ربما... "

## أبطال الرواية
- د. رفعت إسماعيل عبد الحفيظ هي الشخصية الرئيسية في سلسلة ما وراء الطبيعة للكاتب المصري أحمد خالد توفيق. طبيب أعزب في السبعينات من عمره يروي ذكرياته عن سلسلة من الأحداث الخارقة للطبيعة التي تعرض لها في حياته، أو يروي تجارب أخرى عُرضت عليه بسبب الشهرة التي حققها في مجال الخوارق بعد نشر أخبار عن مغامراته في مجلات أمريكية، وحلوله ضيفاً دائماً على برنامج إذاعي مصري يحمل اسم بعد منتصف الليل.
- ماجى ماكيلوب

## روابط خارجية
- سلسلة ما وراء الطبيعة.
- آراء القراء حول رواية أسطورة الغرباء على موقع أبجد
- لمعرفة المزيد من التفاصيل والآراء حول الموضوع راجع منتدى شبكة روايات التفاعلية[6]
- الموقع الرسمي للمؤسسة العربية الحديثة
- صفحة د.أحمد خالد توفيق على موقع دار ليلى للنشر.
- مقالات الكاتب بجريدة التحرير.
- مقالات الكاتب بمجلة إضاءات
- مقالات الكاتب بجريدة اليوم الجديد
- قصص مسلسلة للكاتب في موقع بص وطل
- مقالات للكاتب في مجلة الشباب المصرية
- صفحة أحمد خالد توفيق على موقع جود ريدز
- صفحة أحمد خالد توفيق على موقع أبجد